# شركة كباري وحديد شيكاغو

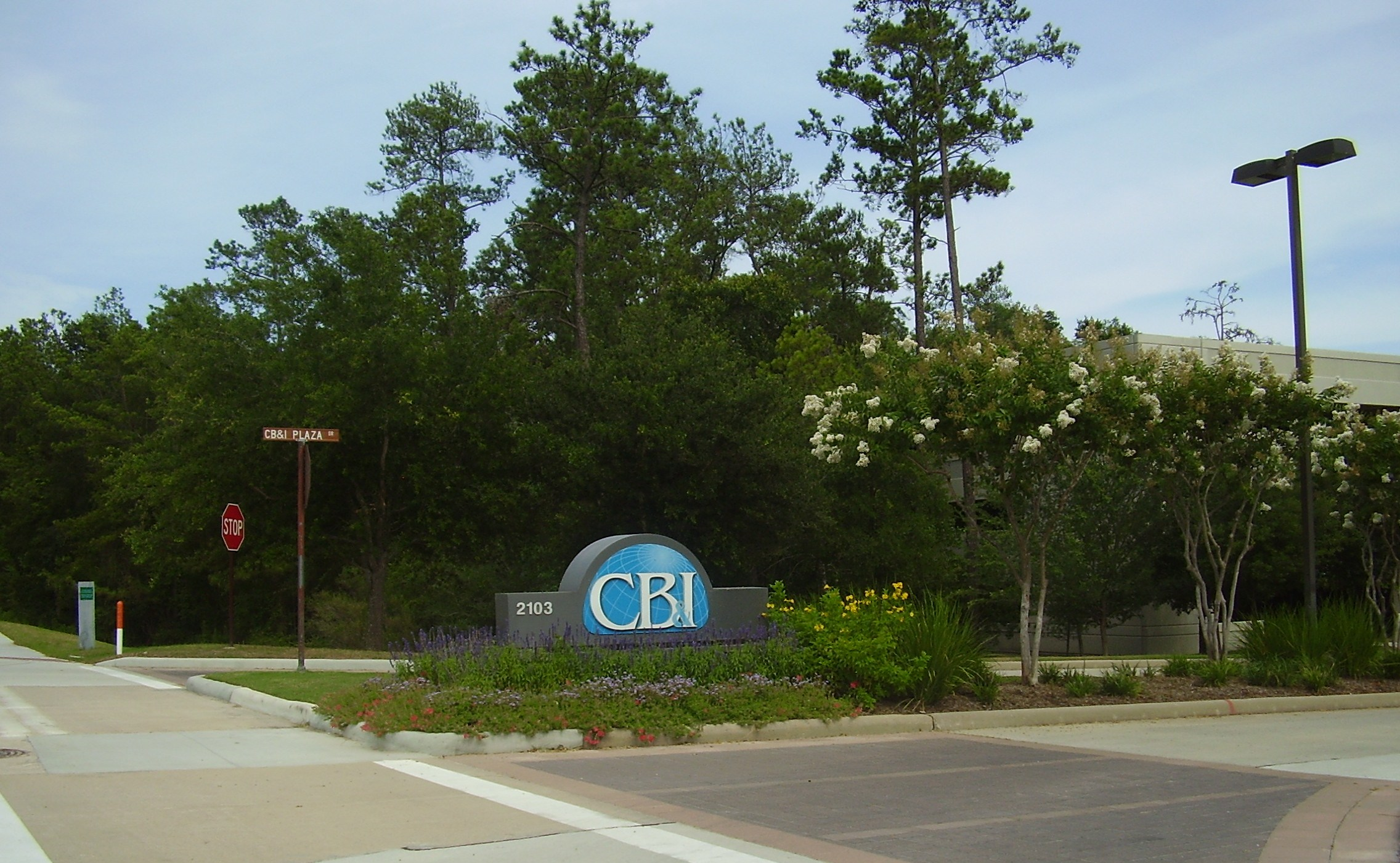
CB&I administrative headquarters

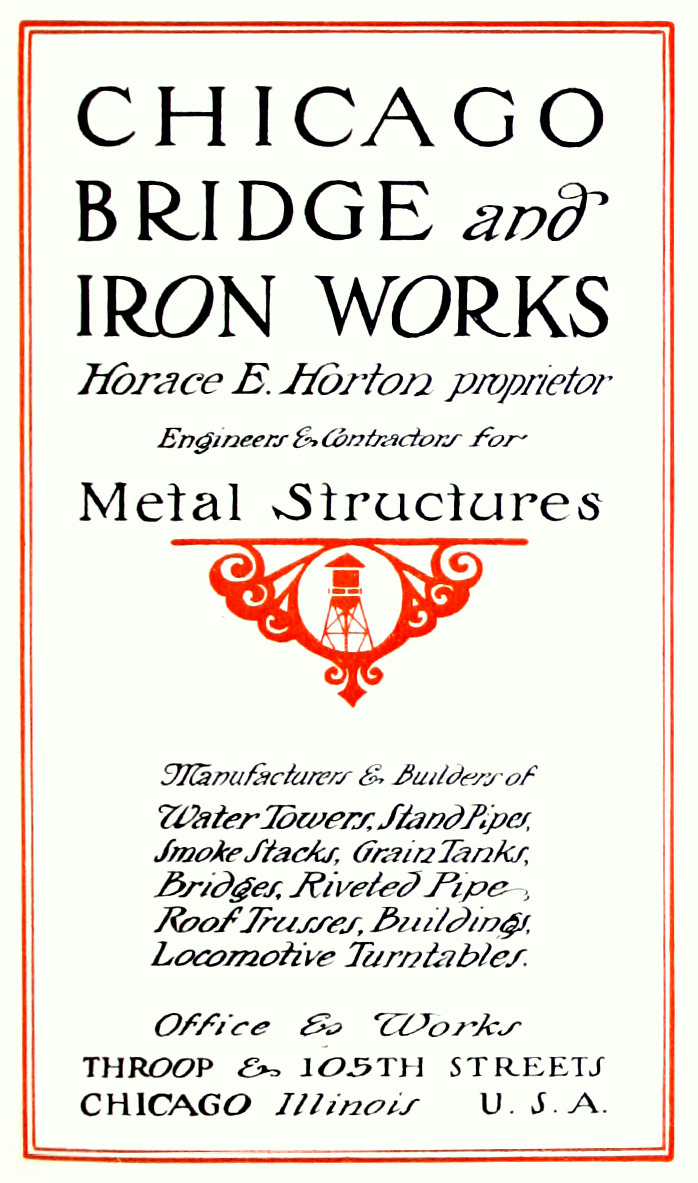
Chicago Bridge & Iron Works, 1912 catalog

شركة كباري وحديد شيكاغو، والتي تُعرف اختصارًا بـ (CB&I)، هي شركة هندسية ومقاولات عالمية تعمل في مجال البنية التحتية للنفط والغاز والبناء الثقيل. تأسست في عام 1889 في مدينة شيكاغو بالولايات المتحدة وتشتهر بتنفيذ مشاريع ضخمة تشمل الجسور، البنى التحتية للبتروكيماويات، وخزانات التخزين.

## التاريخ
تأسست شركة CB&I في عام 1889 على يد هوراس إي هورتون في شيكاغو، إلينوي، الولايات المتحدة الأمريكية. بينما كانت شركة CB&I تشارك في البداية في تصميم وبناء الجسور، فقد حولت تركيزها إلى تخزين السوائل السائبة في أواخر القرن التاسع عشر وأوائل القرن العشرين، بالتزامن مع التوسع الغربي لخطوط السكك الحديدية عبر الولايات المتحدة واكتشاف النفط في الجنوب الغربي. سرعان ما أصبحت شركة CB&I معروفة بهندسة التصميم والبناء الميداني لصهاريج تخزين المياه المرتفعة، والخزانات الموجودة فوق الأرض لتخزين النفط والمنتجات المكررة، وأوعية معالجة المصافي وغيرها من هياكل الألواح الفولاذية. وعلى هذا النحو، دعمت شركة CB&I التوسع في التنقيب عن النفط خارج الولايات المتحدة، وبدأت عملياتها في أمريكا الجنوبية في عام 1924، وفي آسيا بعد ذلك بعامين، وفي الشرق الأوسط في عام 1939.
وفقًا لأحد ورثة المؤسس، "النكتة القديمة هي أن شركة Chicago Bridge & Iron ليست موجودة في شيكاغو، ولا تبني الجسور ولا تستخدم الحديد."

## وصلات خارجية
- الموقع الرسمي
- - بيانات النشاط التجاري لـ Chicago Bridge & Iron Company (CB&I): مالية جوجل
  - ياهو! المالية
  - بلومبرج
  - رويترز
  -  إيداع هيئة الأوراق المالية والبورصات